# Dag Austmo
Dag Roar Austmo (12 febbraio 1957) è un allenatore di calcio ed ex calciatore norvegese, di ruolo difensore o centrocampista.

## Carriera

### Giocatore

#### Club
Austmo ha giocato con la maglia dello Steinkjer. Nel 1981 è passato al Vålerengen, dov'è rimasto fino al 1984 e per cui ha disputato 74 partite tra tutte le competizioni, mettendo a referto 9 reti. Ha inoltre contribuito alle vittorie finali del campionato 1981, 1982 e 1983. In virtù di questi risultati, ha totalizzato 5 presenze nelle competizioni europee per club, di cui 3 nella fase finale delle stesse.
Nel 1985 è stato in forza al Manglerud Star. L'anno seguente è stato ingaggiato dal Lyn Oslo, in 3. divisjon, per cui ha esordito in data 26 aprile: ha trovato anche una rete nella vittoria per 1-3 maturata sul campo del Kjelsås. È stato votato come miglior calciatore della stagione 1986 per il Lyn Oslo, culminata con la promozione del club in 2. divisjon.

#### Nazionale
Austmo ha giocato una partita per la Norvegia under 16: il 27 ottobre 1973 è stato titolare nella sconfitta per 2-0 contro la Danimarca.

### Allenatore
Ad agosto 1989, Austmo è diventato allenatore-giocatore del Lyn Oslo, assieme a Jo Lunder e Stein Gran.

## Palmarès

### Club
- Campionato norvegese: 3

Vålerengen: 1981, 1982, 1983